# Viadana barrancoi
Viadana barrancoi  (лат.) — вид кузнечиков из подсемейства Phaneropterinae. Южная Америка: Колумбия. 

## Описание
Кузнечики среднего размера (длина тела самцов около 2 см; крылья до 3 см, надкрылья 22 мм, заднее бедро до 12 мм). От близких видов отличается строением гениталий и надкрылий. Основная окраска светло-зелёная. Головной рострум узкий; передняя часть его верхнего бугорка узкая и довольно короткая (не проецируется вперед по отношению к ее нижнему бугорку). Переднеспинка имеет короткие боковые лопасти.

## Систематика и этимология
Вид включён в состав подрода Arcuadana Gorochov & Cadena-Castañeda, 2015.
Впервые был описан в 2015 году колумбийским биологом Оскаром Кадена-Кастаньедой (Oscar J. Cadena-Castañeda; Universidad Distrital Francisco José de Caldas, Богота, Колумбия) в его совместной работе с российским энтомологом Андреем Васильевичем Гроховым (Зоологический институт РАН, Санкт-Петербург). 
Видовое название V. barrancoi дано в честь испанского ортоптериста Пабло Барранко (Pablo Barranco), специалиста по прямокрылым насекомым.